# 타스케스켄
타스케스켄(카자흐어: Таскескен)은 카자흐스탄 남동부 동카자흐스탄주에 위치하고 있는 작은 마을이다. 그리고 유럽 고속도로 40호선(E40)이라는 고속도로가 중간에 통과하고 있기도 하는 특이한 마을이자 읍내이기도 하다. 그 외에도 아시안 하이웨이 67호선과 유럽 고속도로 015호선 역시 이 지역을 관통하고 있다. 이 지역에 거주하고 있는 주민수는 2009년 기준 2,999명의 주민이 살고 있다.